# Takeshita Noboru
Takeshita Noboru (竹下 登 (Trúc Hạ Đăng) 26 tháng 2 năm 1924 – 19 tháng 6 năm 2000) là chính trị gia người Nhật và là Thủ tướng Nhật Bản từ 6 tháng 11 năm 1987 đến 3 tháng 6 năm 1989. Nhiệm kỳ Thủ tướng của ông đã chứng kiến bong bóng kinh tế đã có từ năm 1986 được gọi là Bong bóng giá tài sản Nhật Bản.
Takeshita đã lãnh đạo phe lớn nhất trong Đảng Dân chủ Tự do, mà ông kế thừa từ cựu Thủ tướng Kakuei Tanaka, từ những năm 1980 đến khi ông mất vào năm 2000. Ông được mệnh danh là "tướng quân bóng tối cuối cùng" cho ảnh hưởng hậu trường của mình trong chính trị Nhật Bản. Vụ bê bối Recruit khét tiếng vào cuối những năm 1980, dẫn đến việc Thủ tướng Takeshita và một số quan chức cấp cao từ chức do cáo buộc giao dịch nội gián. Ông là Thủ tướng cuối cùng tại chức trong thời trị vì dài của Thiên hoàng Hirohito. Ông là ông nội của nhạc sĩ kiêm diễn viên Daigo.

## Hình ảnh

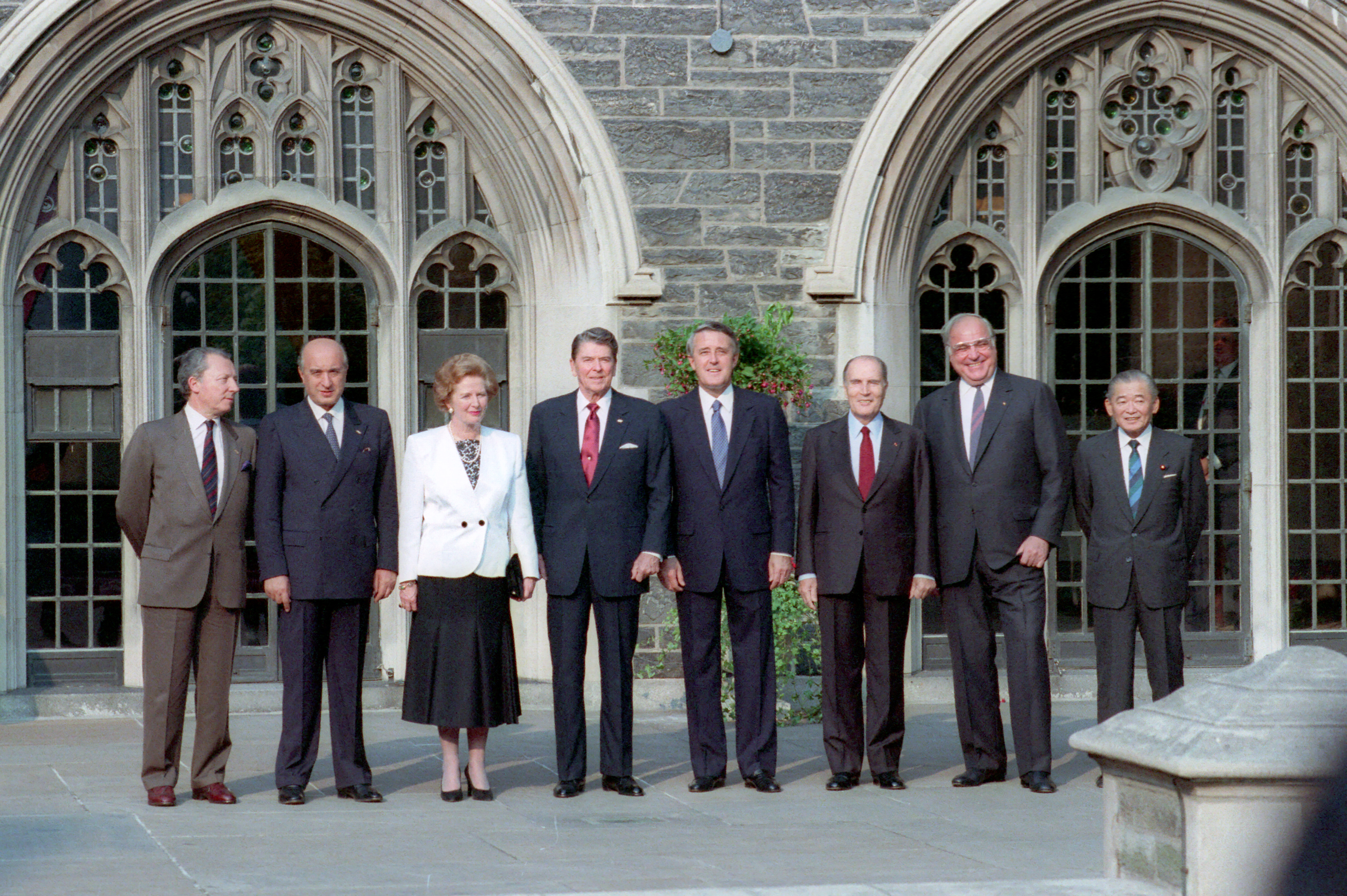
Takeshita và các nhà lãnh đạo G8 tại Hội nghị G8 lần thứ 14 tại Đại học Toronto, Canada ngày 6 tháng 6 năm 1988.
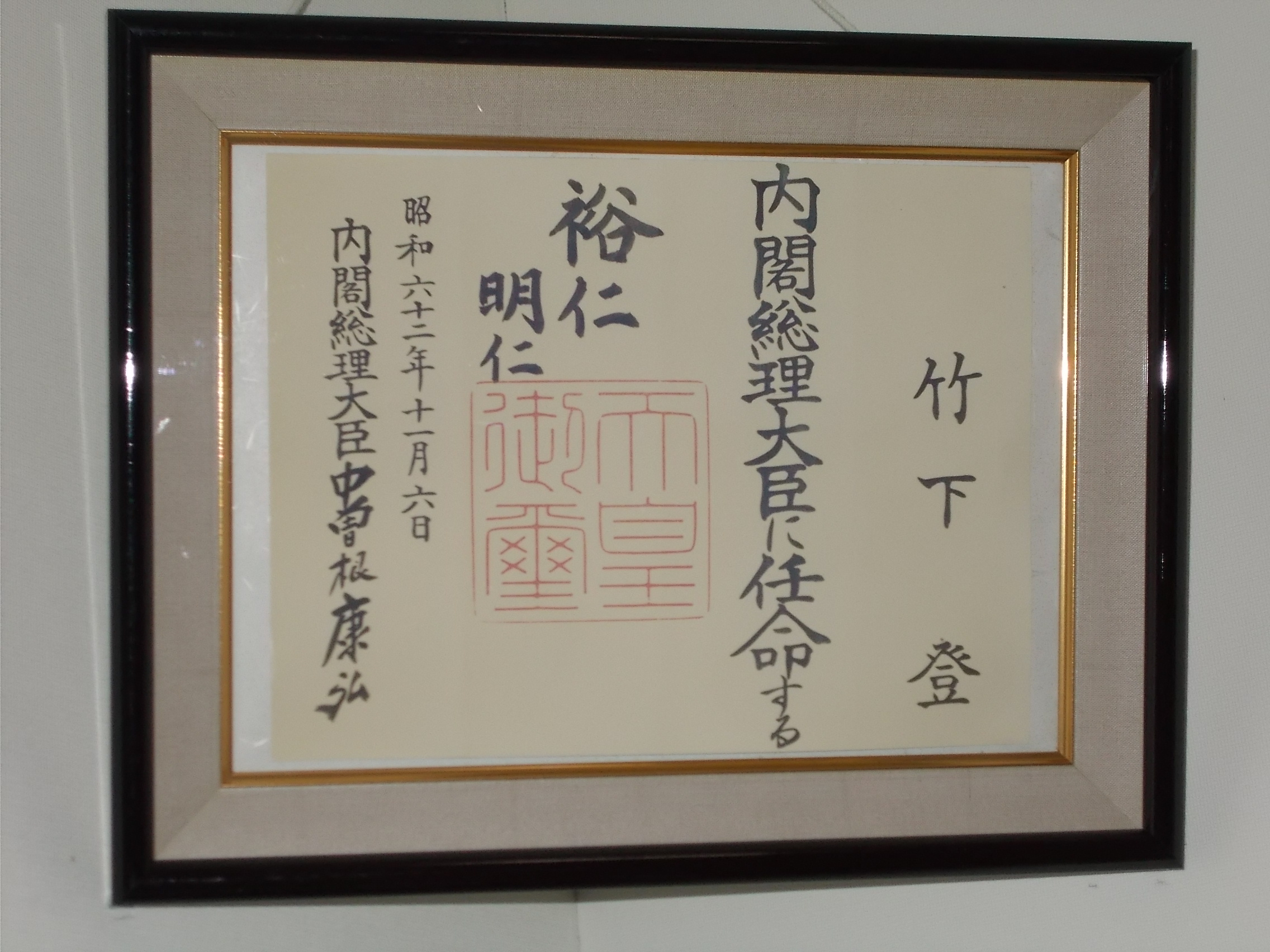
Văn bản bổ nhiệm thủ tướng Takeshita hiện trưng bày ở Nhà lưu niệm Takeshita.
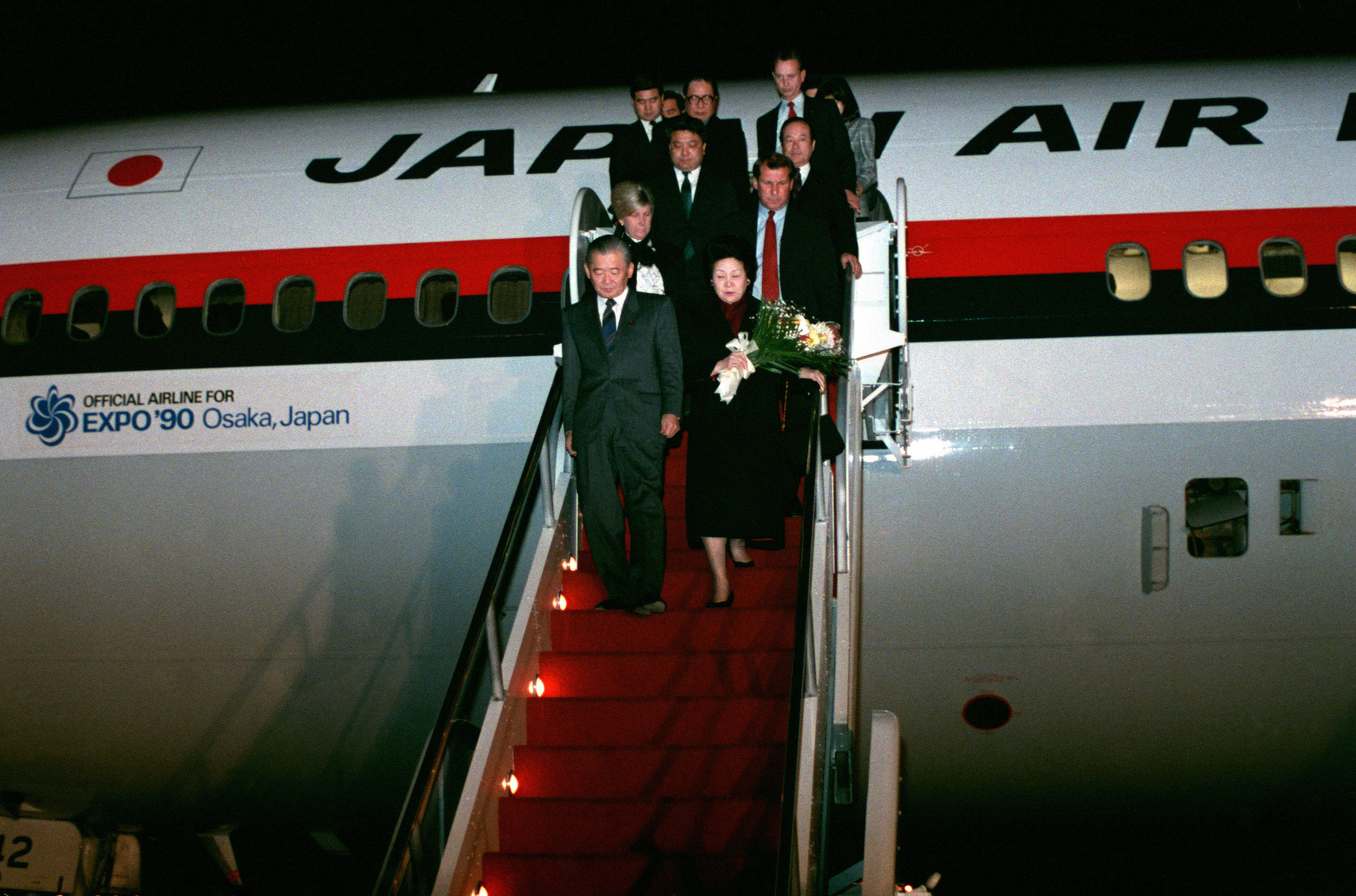
Takeshita và phu nhân Takeshita Naoko tại Căn cứ Không quân Andrew ngày 2 tháng 2 năm 2005.
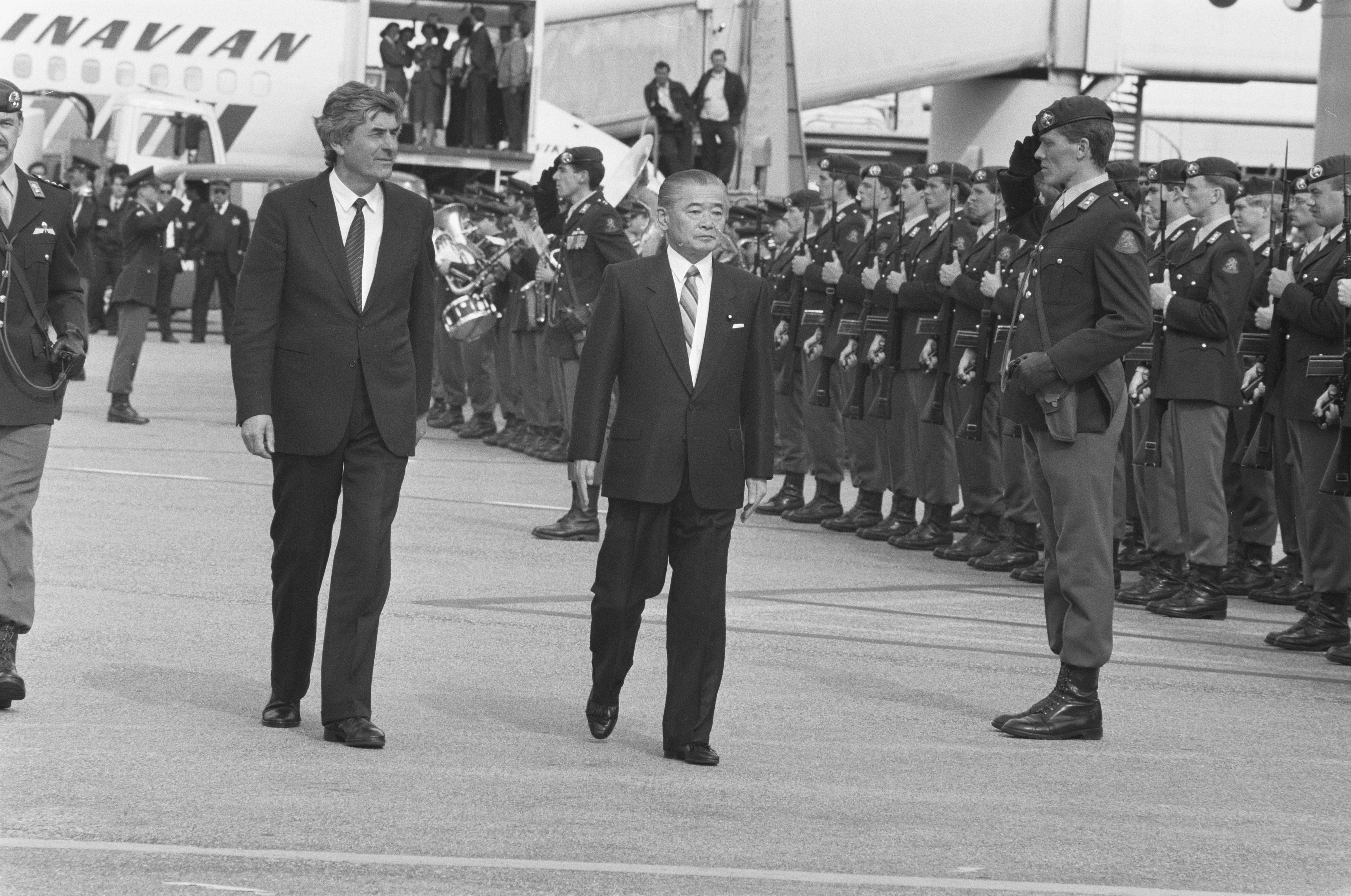
Takeshita ở Hà Lan ngày 3 tháng 6 năm 1988.
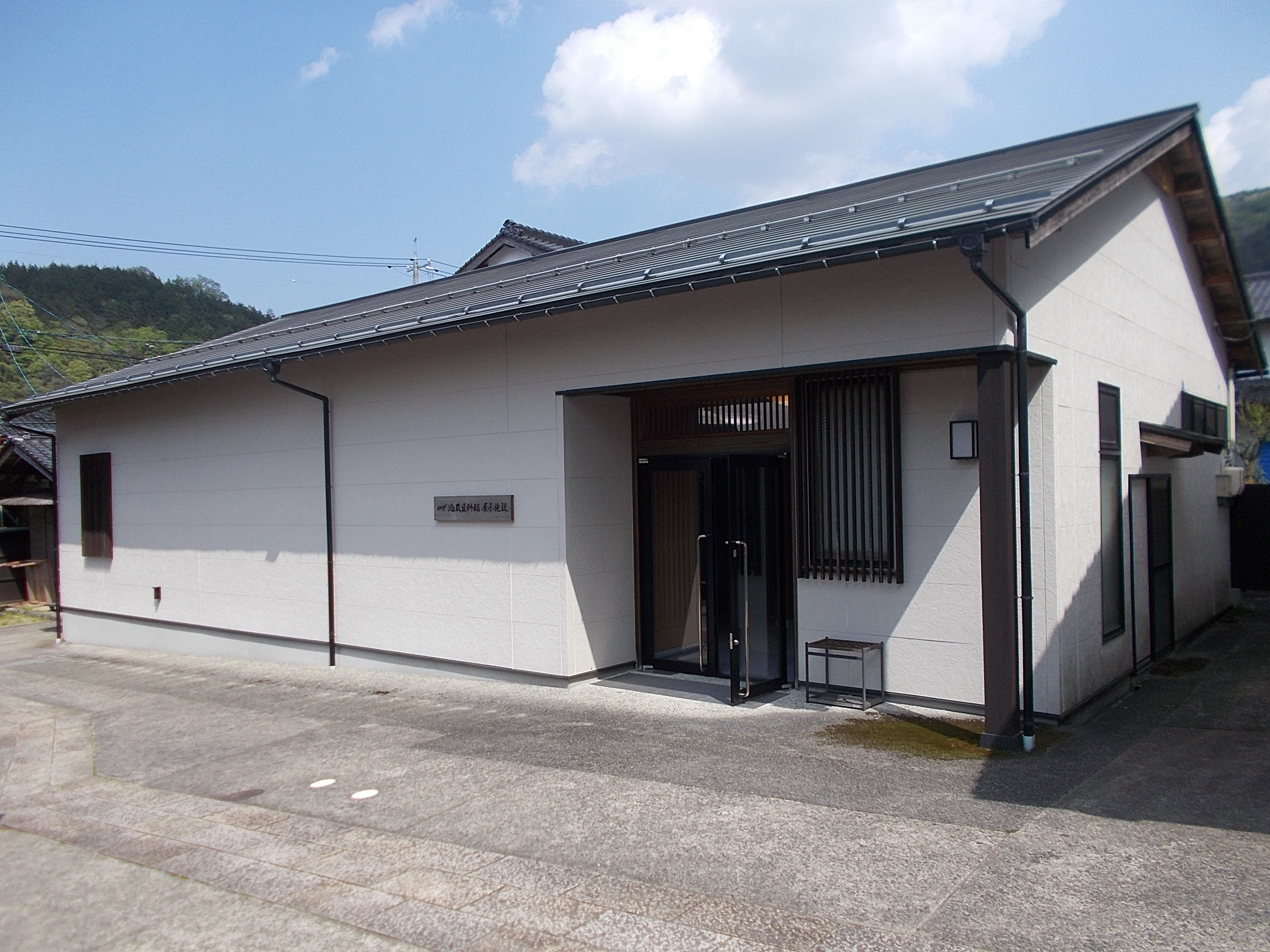
Nhà lưu niệm Takeshita tại Unnan, Shimane.
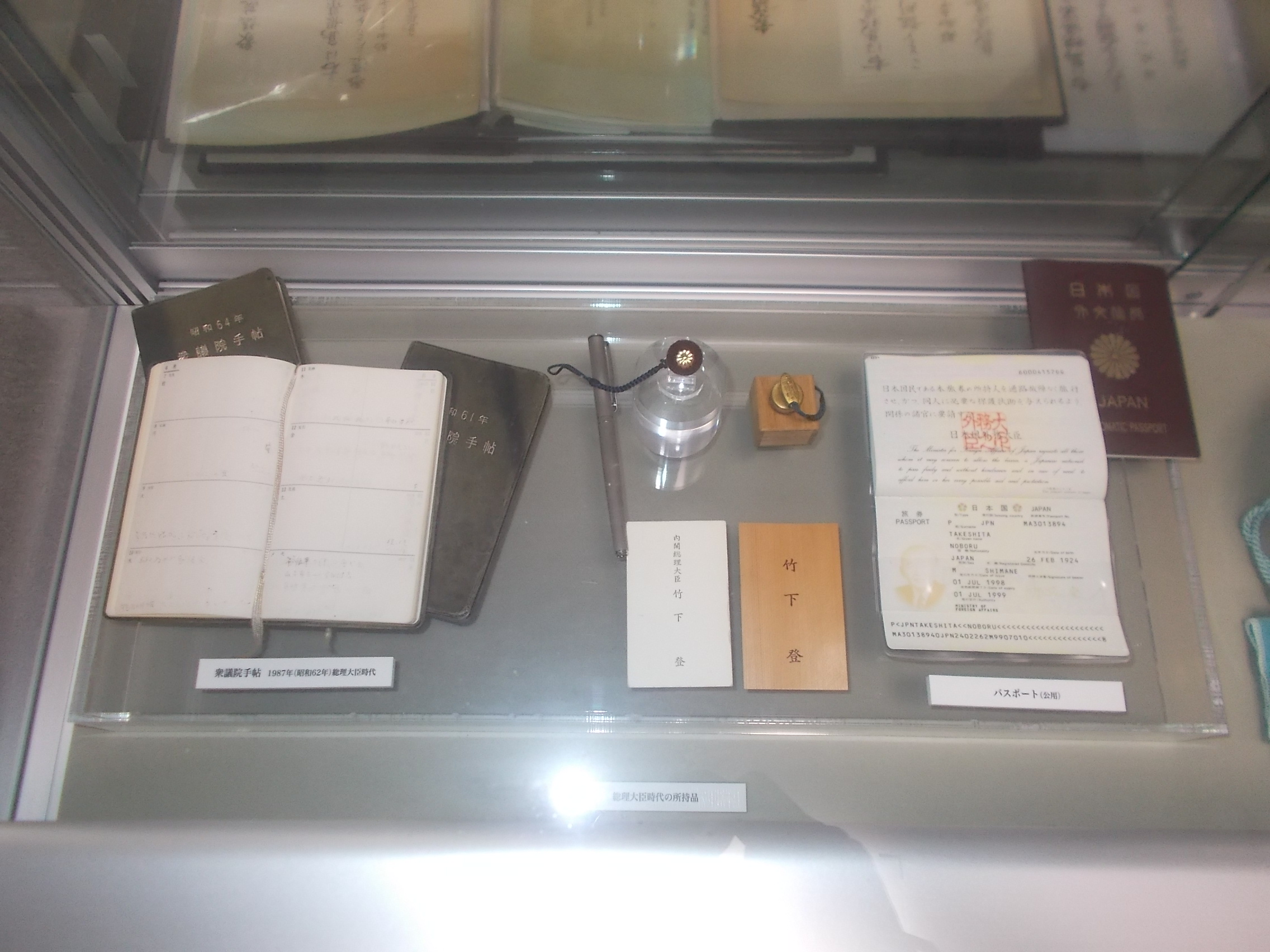
Kỷ vật của Takeshita gồm hộ chiếu, giấy đăng kí kinh doanh, sổ tay,... ở Nhà lưu niệm Takeshita.